# تاج‌‌الدوله (همسر ناصرالدین‌شاه)
خجسته‌خانم جهانبانی ملقب به تاج‌الدوله، دومین همسر عقدی ناصر‌الدین‌شاه، مادر ولیعهد و دختر شاهزاده سیف‌الله میرزا جهانبانی قاجار، چهل و دومین پسر فتحعلی شاه قاجار بود. او نوهٔ فتحعلی شاه قاجار بود.
تاج‌الدوله دختر عموی شکوه‌السلطنه و گلین‌ خانم (اولین همسر عقدی ناصرالدین شاه) بود. او مدتی بعد از فوت دخترش، عصمت‌الدوله (۱۳۲۳ ه.ق) درگذشت ولی از تاریخ دقیق فوت خودِ وی اطلاعی در دست نیست.

## زندگی شخصی
تاج‌الدوله از شاه صاحب دو فرزند شد به نام‌های معین‌الدین میرزا و عصمت‌الدوله. معین‌الدین میرزا که در سال ۱۲۶۸ه‍.ق متولد شد و یک سال بعد طی مراسمی خاص به ولیعهدی منصوب شد و در ۱۲۷۳درگذشت.  فرزند دوم او دختری به نام عصمت‌الدوله بود که با دوست‌محمدخان معیرالممالک ازدواج کرد. خجسته‌خانم نزد شاه از احترام خاصی برخوردار بود.

## مجموعه تلویزیونی
در سریال جیران به کارگردانی حسن فتحی؛ نقش تاج‌الدوله را رعنا آزادی‌ور بازی کرده است.